# Elección incondicional
La elección incondicional (también conocida como gracia incondicional) es una doctrina reformada relacionada con la predestinación que describe las acciones y los motivos de Dios antes de su creación del mundo, cuando predestinó a algunas personas para recibir la salvación, a los elegidos y al resto que dejó continuar en sus pecados y recibir el castigo justo, la condenación eterna, por sus transgresiones de la ley de Dios como se describe en el Antiguo Testamento y en el Nuevo Testamento de la Biblia. Dios tomó estas decisiones de acuerdo con sus propios propósitos, aparte de las condiciones o cualidades relacionadas con esas personas.
El punto de vista contrario a la elección incondicional es la elección condicional, la creencia de que Dios elige para la salvación eterna a quienes él conoce de antemano que ejercerán su libre albedrío para responder a la gracia preveniente de Dios con fe en Cristo.

## Resumen
En la teología calvinista (reformada), la elección incondicional se considera un aspecto de la predestinación en la que Dios elige a ciertos individuos para ser salvos. Los elegidos reciben misericordia, mientras que los no elegidos, los réprobos, reciben justicia sin condiciones. Esta elección incondicional está esencialmente relacionada con el resto del bosquejo doctrinal de TULIP y depende de la creencia suprema en la soberanía absoluta de Dios sobre los asuntos del hombre. Dios elige incondicionalmente a ciertas personas a pesar de que son pecadoras como un acto de su gracia salvadora, aparte de las deficiencias o la voluntad del hombre. Los elegidos no han hecho nada para merecer esta gracia.
En las iglesias calvinistas y algunas otras (Valdenses, Catarismo, Anabautistas, Bautistas Reformados, etc.) esta elección ha sido llamada "incondicional" porque su elección de salvar a los elegidos no depende de nada inherente a ninguna persona elegida, de cualquier acto que una persona realiza o sobre cualquier creencia que una persona ejerce. De hecho, de acuerdo con la doctrina de la depravación total (el primero de los cinco puntos del calvinismo ), la influencia del pecado ha inhibido tanto la voluntad del individuo que nadie está dispuesto o es capaz de acercarse o seguir a Dios, sin que Dios primero regenere la voluntad del alma de la persona. para darles la capacidad de amarlo y participar en el proceso de salvación. Por lo tanto, la elección de Dios en la elección está y solo puede basarse únicamente en la propia voluntad independiente y soberana de Dios y [no] en las acciones previstas del hombre.
Los calvinistas escolásticos a veces han debatido precisamente cuándo, en relación con el decreto para la caída del hombre, Dios hizo su elección (ver supralapsarianismo e infralapsarianismo), aunque tales distinciones no se enfatizan a menudo en el calvinismo moderno.
La posición reformada se contrasta con frecuencia con la doctrina arminiana de la elección condicional en la que la elección eterna de Dios de salvar a una persona está condicionada al conocimiento previo seguro de Dios de los eventos futuros, es decir, que ciertas personas ejercerían libremente la fe y la confianza en respuesta a la oferta de salvación de Dios. La doctrina arminiana está de acuerdo en que la influencia del pecado ha inhibido tanto la voluntad del individuo que nadie está dispuesto o es capaz de acercarse o seguir a Dios, pero la doctrina arminiana de la gracia preveniente (o "habilitadora") se considera suficiente para permitir que una persona pueda creer y arrepentirse antes de la regeneración. Basado en el cierto conocimiento previo de Dios de la respuesta humana individual al evangelio de Jesucristo, Dios eligió a las personas de manera justa y soberana para la salvación.

## Historia
La doctrina fue articulada y popularizada por primera vez por el Padre de la Iglesia Agustín de Hipona del siglo IV durante sus debates con Pelagio y enseñó que Dios otorga la gracia salvadora a los elegidos de acuerdo con sus decretos soberanos. Pocos teólogos posteriores a la Reforma aceptarían esta idea. Sin embargo, las excepciones destacadas incluyen a Tomás de Aquino.
La elección incondicional fue codificada por primera vez en la Confesión belga (1561),  reafirmada en los Cánones de Dort (1619),  que surgió de la Controversia Quincuarticular, y está representada en las diversas confesiones reformadas como la de los Estándares de Westminster (1646). Es uno de los cinco puntos del calvinismo y a menudo está relacionado con la predestinación. Hoy en día se asocia más comúnmente con las enseñanzas de la Reforma de Juan Calvino conocidas como calvinismo.

## Pasajes bíblicos
Se presentan varios pasajes para apoyar la doctrina, que incluyen (las citas son de la Biblia del rey Jacobo):
- Isaías 42: 1: "He aquí mi siervo, a quien sostengo; mi escogido, en quien se deleita mi alma; he puesto mi espíritu sobre él; traerá juicio a los gentiles".
- Juan 15:16: "No me habéis elegido a mí, pero yo os he escogido a vosotros y os he ordenado para que vayáis y llevéis fruto, y vuestro fruto permanezca; para que todo lo que pidáis al Padre en mi nombre, él puede dártelo ".
- Juan 1: 12,13: "Pero a todos los que lo recibieron, les dio poder para llegar a ser hijos de Dios, a los que creen en su nombre, los cuales nacieron, no de sangre, ni de voluntad de carne, ni de voluntad de hombre, sino de Dios ".
- Hechos 13:48: "Y cuando los gentiles oyeron esto, se alegraron y glorificaron la palabra del Señor; y creyeron todos los que estaban destinados a la vida eterna".
- Romanos 9: 15-16: "Porque él dijo a Moisés: Tendré misericordia del que tendré misericordia, y tendré compasión del que me compadezca. Así que no es del que quiere, ni del que corre, sino de Dios que tiene misericordia".
- Romanos 9: 22-24: "¿Y si Dios, queriendo mostrar su ira y dar a conocer su poder, soportó con mucha paciencia los vasos de ira preparados para destrucción, y para dar a conocer las riquezas de su gloria en el vaso de misericordia que antes había preparado para gloria, a nosotros, a quienes llamó, no sólo de los judíos, sino también de los gentiles? "
- Efesios  1: 4–5: "Según nos escogió en él antes de la fundación del mundo, para que seamos santos y sin mancha delante de él en amor: habiéndonos predestinado para la adopción de hijos por Jesucristo para él, según el beneplácito de su voluntad, "
- Efesios 1:11: "En quien también hemos obtenido herencia, siendo predestinados según el propósito del que obra todas las cosas según el consejo de su propia voluntad"
- Filipenses 1:29: "Porque a vosotros os es dado por Cristo, no sólo creer en él, sino también sufrir por él";
- 1 Tesalonicenses 1: 4-5: "Sabiendo, hermanos amados, vuestra elección de Dios. Porque nuestro evangelio no os llegó sólo en palabras, sino también en poder, y en el Espíritu Santo, y con mucha certeza; como sabéis lo que manera de hombres estuvimos entre vosotros por causa de vosotros".
- 2 Tesalonicenses 2:13: "Pero siempre debemos dar gracias a Dios por ustedes, hermanos amados del Señor, porque Dios los escogió desde el principio para salvación mediante la santificación del Espíritu y la fe en la verdad".
- 2 Timoteo 1: 9: "El que nos salvó y nos llamó con santo llamamiento, no según nuestras obras, sino según su propio propósito y gracia, que nos fue dado en Cristo Jesús antes de que el mundo comenzara".

Algunos pasajes bíblicos se presentan como evidencia de que la voluntad humana, no solo la acción divina, juega un papel central en la salvación (ver elección condicional):
- Deuteronomio 30:19: "A los cielos y la tierra llamo por testimonio este día contra ti, que he puesto delante de ti la vida y la muerte, la bendición y la maldición; escoge, pues, la vida, para que vivan tú y tu simiente".
- Josué  24:15: "Y si mal os parece servir a Jehová, escogeos hoy a quién sirváis; si a los dioses a los que sirvieron vuestros padres que estaban al otro lado del río, o a los dioses de los amorreos, en cuya tierra habitáis; pero yo y mi casa, serviremos al Señor".

Los calvinistas generalmente entienden los primeros pasajes como una ventana a la perspectiva divina y los últimos pasajes como hablando desde la perspectiva humana al llamar a las personas a trabajar en la salvación que Dios les ha dado.